# Élection présidentielle algérienne de 1979
L'élection présidentielle algérienne de 1979 est l'élection du président de la République algérienne démocratique et populaire qui s'est déroulée le 7 février 1979, après la mort du président en poste, Houari Boumédiène. Chadli Bendjedid, seul candidat, a été élu avec 99.40 % des suffrages.
Le 8 février 1979, la commission électorale a proclamé les résultats.